# У (буква древнепермского алфавита)
У (𐍣, коми у, также во) — двадцатая буква древнепермского алфавита, использовавшегося для записи языка коми и в качестве тайнописи старорусского языка.

## Использование
Буква 𐍣 обозначала звук [u], что соответствует кириллической букве У у в алфавите Молодцова и современном алфавите. Кроме того, в некоторых текстах обозначала согласный [v~w]. В этом значении буква соответствует В в в алфавите Молодцова и современном алфавите. В русских тайнописных текстах всегда соответствует у, и кроме того, используется в составе диграфа 𐍩𐍣, аналогичного кириллическому оу.
Также использовалась для обозначения числа 200 (иногда в сочетании с титлом, аналогично кириллической системе счисления).

## Название
В различных списках встречаются варианты названий у и во. В. И. Лыткин полагает, что первоначальным названием буквы было у, то есть просто соответствующий букве звук.
В некоторых списках буква вовсе отсутствует.

## Начертание
Происхождение буквы, предположительно, связано с русской буквой ꙋ или же с греческой буквой β.

## Кодировка
Буква была закодирована в блоке Юникода «Древнепермское письмо» (англ. Old Permic) в версии 7.0, вышедшей 16 июня 2014 года, под кодом U+10363.